# Halieutichthys caribbaeus
Halieutichthys caribbaeus är en fiskart som beskrevs av Garman, 1896. Halieutichthys caribbaeus ingår i släktet Halieutichthys och familjen Ogcocephalidae. Inga underarter finns listade i Catalogue of Life.